# Чечель Йосип Дмитрович
Чечель Йосип Дмитрович (*1708 — †?) — значковий товариш Кременчуцької сотні Миргородського полка, наказний сотник Архангелогородської фортеці, сотник сл. Верблюжки (згодом Чечеліївка) Слобідського полку.
Виходець з с. Крукова. Син сердюцького полковника, наказного гетьмана — захисника Батурина Дмитра Чечеля.
Володів землями і хутором на Правобережжі Дніпра, в тому числі на р. Інгулець (1740-45 рр.).
Від його прізвища також походить назва сучасного села Велика Чечеліївка, Новгородківського району, Кіровоградської області.